# El Santo de la espada
El Santo de la espada es una película argentina histórica-épica de 1970 dirigida por Leopoldo Torre Nilsson  y protagonizada por Alfredo Alcón, Evangelina Salazar, Lautaro Murúa y Héctor Alterio, entre otros.
El guion fue escrito por Beatriz Guido y Luis Pico Estrada, y basado en la novela homónima de Ricardo Rojas. Se estrenó el 25 de marzo de 1970 en el cine Gran Rex de la ciudad de Mendoza.
Los exteriores se rodaron en la provincia de Mendoza. La película tuvo el título alternativo de Estirpe de raza. 

## Sinopsis
Se relata la vida del general José de San Martín, héroe nacional de la Argentina, Chile y el Perú, desde su llegada a Buenos Aires en 1812 (Donde conoce a María de los Remedios de Escalada y se casa con ella en 1812. Luego en 1816 tienen una hija a la que nombraron Mercedes Tomasa de San Martín y Escalada) hasta su exilio definitivo de la Argentina. Se muestran en la película las batallas más destacadas del proceso de independencia de Argentina, Chile y Perú de la corona española.

## Reparto
- Alfredo Alcón … José de San Martín
- Evangelina Salazar … Remedios Escalada de San Martín
- Lautaro Murúa … Bernardo O'Higgins
- Ana María Picchio … Mulata Jesús
- Héctor Alterio … Simón Bolívar
- Héctor Pellegrini … Eusebio Soto
- Alfredo Iglesias … Manuel Belgrano
- Mario Casado ... Martin Miguel de Güemes
- Walter Soubrié
- Fernando Lewiz
- Onofre Lovero
- Miguel Bermúdez
- Juan Carlos Lamas
- Diego Varzi
- Aldo Barbero
- Eduardo Pavlovsky
- Leonor Benedetto
- Eduardo Humberto Nóbili
- Rodolfo Brindisi
- Luis Manuel de la Cuesta
- Carlos Lucini
- Miguel Herrera
- Marcelo Miró
- Hugo Arana
- Ramón Cas
- Carlos Davis
- Rubén Green
- José Slavin
- Leonor Manso
- Alejo Patricio López Lecube
- Mercedes Sosa
- Carlos Pavic

## Recepción crítica
La Gaceta opinó: 

”En un nivel escolar... la película muere ahí, recordando como en una serie de dispositivas, los acontecimientos que aprendimos de memoria en cualquier texto primario.”

revista Gente dijo: 

”...no nos gustó. Dudamos que pueda gustarle a alguien. Pero... había que hacerla.”

Manrupe y Portela escriben: 

”Costosa biografía rigurosamente vigilada por los mecanismos de control durante su rodaje, representa un giro histórico de Torre Nilsson hacia lo comercial. Éxito de boletería pero tratamiento dramático no muy diferente a títulos similares de los ’40 y ’50. Producto más de las circunstancias que de su director.”